# District de Bageshwar
Le district de Bageshwar est un district indien situé dans l’État de l'Uttarakhand. En 2001, sa population était de 249 462 habitants.

## Traduction
- (en) Cet article est partiellement ou en totalité issu de l’article de Wikipédia en anglais intitulé « Bageshwar district » (voir la liste des auteurs).